# ماغنوس فولف أيكريم
ماغنوس فولف أيكريم (بالنرويجية البوكمول: Magnus Wolff Eikrem)‏ (مواليد 8 أغسطس 1990 في مولده - النرويج) لاعب كرة قدم نرويجي يلعب حاليا لصالح نادي الدرجة الممتازة مولده النرويجي مركز خط الوسط .

## روابط خارجية
- ماغنوس فولف أيكريم على موقع IMDb (الإنجليزية)
- ماغنوس فولف أيكريم على موقع الاتحاد الدولي (مؤرشف)  (الإنجليزية)
- ماغنوس فولف أيكريم على موقع الاتحاد الأوربي (الإنجليزية)
- ماغنوس فولف أيكريم على موقع اتحاد النرويج (النرويجية)
- ماغنوس فولف أيكريم على موقع الدوري الأمريكي (الإنجليزية)
- ماغنوس فولف أيكريم على موقع قاعدة بيانات كرة القدم.إي يو (الإنجليزية)
- ماغنوس فولف أيكريم على موقع بيانات كرة القدم. دي إي (الألمانية)
- ماغنوس فولف أيكريم على موقع ناشيونال فوتبول تيمز (الإنجليزية)
- ماغنوس فولف أيكريم على موقع Soccerbase.com (لاعب) (الإنجليزية)
- ماغنوس فولف أيكريم على موقع Soccerway.com (الإنجليزية)
- ماغنوس فولف أيكريم على موقع عالم كرة القدم.نت (الإنجليزية)